# Jeffrey R. Immelt
Jeffrey Robert Immelt, né le 19 février 1956 à Cincinnati (Ohio), est un homme d'affaires américain. Il est PDG de General Electric de 2001 à 2017.

## Biographie

### Jeunesse et études
Jeffrey R. Immelt est né à Cincinnati  dans l'Ohio. Il est le fils de Donna Rosemary (née Wallace), un professeur d'école, et Joseph Francis Immelt, qui a dirigé  la division moteur d'avion chez General Electric (Aircraft Engines Division). Immelt a suivi des cours au lycée Finneytown à Springfield Township, dans le Comté de Hamilton (Ohio). Il a joué au football américain pendant ses études au poste d’offensive tackle. Il obtient un Bachelor en mathématiques appliquées au Dartmouth College en 1978, où il siège actuellement au conseil d'administration. il fut président de la fraternité Alpha Delta Phi. En 1982, Jeffrey R. Immelt  obtient également un MBA à Harvard Business School.

### Carrière

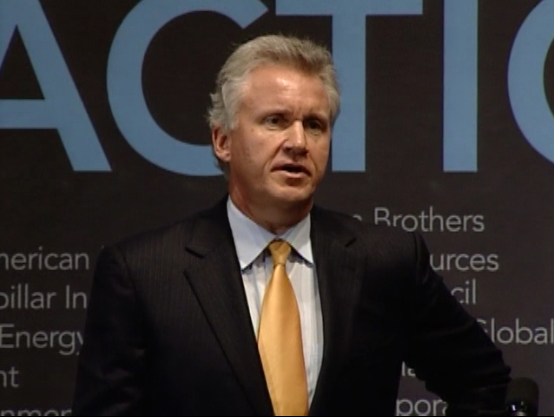
Jeffrey Immelt parle lors d'un événement U.S. Climate Action Partnership en 2007.

Jeffrey R. Immelt entre en 1982 chez General Electric, où il travaille dans le marketing. Durant sa carrière, il sert comme chef de produit pour GE Plastics (aujourd'hui Sabic). En 1989, il passe dans la division GE Appliances. De 1997 à 2000, il est président et chef de la division médicale GE Medical Systems (désormais GE Healthcare). En 2000, il entre au conseil d'administration de General Electric à la place de Jack Welch. Le 7 septembre 2001, il est nommé CEO de General Electric.
Jeffrey R. Immelt a été classé par le Time parmi les 100 personnes les plus influentes dans le monde en 2008. Depuis qu'il a pris la direction de GE, General Electric a fermé plus de 31 usines depuis 2008 et licencié plus de 19 000 employés. Récemment, Immelt a été critiqué par le présentateur et polémiste Bill O'Reilly de Fox News Channel pour les transactions commerciales effectuées entre GE et l'Iran. Le site de GE affirme que la compagnie a cessé de faire des affaires en Iran en 2005 (et a clos tous ses contrats en 2008). Dans une tribune en mai 2012, le journaliste Adam Hartung du magazine Forbes classa Immelt comme le quatrième pire PDG d'une grande entreprise américaine cotée en bourse.
En juin 2016, Jeffrey Immelt inaugure dans le centre de Paris, en compagnie du Ministre de l'Économie, de l'Industrie et du Numérique Emmanuel Macron et de nombreux dirigeants internationaux, le pôle logiciel "Digital Foundry". Ce pôle a pour vocation de révolutionner le secteur industriel dans lequel évolue General Electric.
Selon le magazine Challenges, la chute de Jeff Immelt est due au rachat du groupe de services pétroliers Baker Hughes : par cette opération, "General Electric devenait alors le numéro deux du secteur derrière Schlumberger. La stratégie de diversification vers l’énergie était sans doute la bonne. Mais elle a été contrariée par le plongeon des prix du pétrole ". Lequel plongeon lui a alors attiré les foudres de certains financiers de Wall Street, dont Nelson Peltz, patron de Trian Partners, qui va provoquer son renvoi.

### Politique
Le 6 février 2009, Jeffrey R. Immelt est nommé président du conseil du président Obama sur l'emploi et la compétitivité (Président’s Council on Jobs and Competitiveness) où il remplace Paul Volcker.
Il a été nommé dans le but de conseiller l'administration Obama sur le ralentissement économique de l'Amérique. Le président Obama a choisi de mettre Jeffrey Immelt à la tête de ce Conseil consultatif sur l'économie, car il estime qu'Immelt a les capacités d'aider l'Amérique à reconstruire son économie. Le New York Times estime que l'arrivée de Jeffrey R. Immelt dans l'administration d'Obama est un signal fort et favorable aux entreprises américaines.

### Autres mandats
Il est depuis 1982 membre du conseil d'administration de la Fondation Robin Hood, une organisation caritative qui tente d'atténuer les problèmes causés par la pauvreté à New York . Il a été également président du Business Council, une association de chefs d'entreprise, entre 2005 et 2006. Il est membre du lobby conservateur Business Roundtable. Il est aussi membre du conseil d'administration de la Federal Reserve Bank of New York et de l'organisation à but non lucratif Catalyst destinée à la promotion des femmes dans les affaires. Il est membre de l'Académie américaine des arts et des sciences. Jeffrey R. Immelt est membre du Parti républicain. Il vit avec sa femme Andrea à New Canaan dans le Connecticut.